# Cornelis Bavelaar (1777-1831)

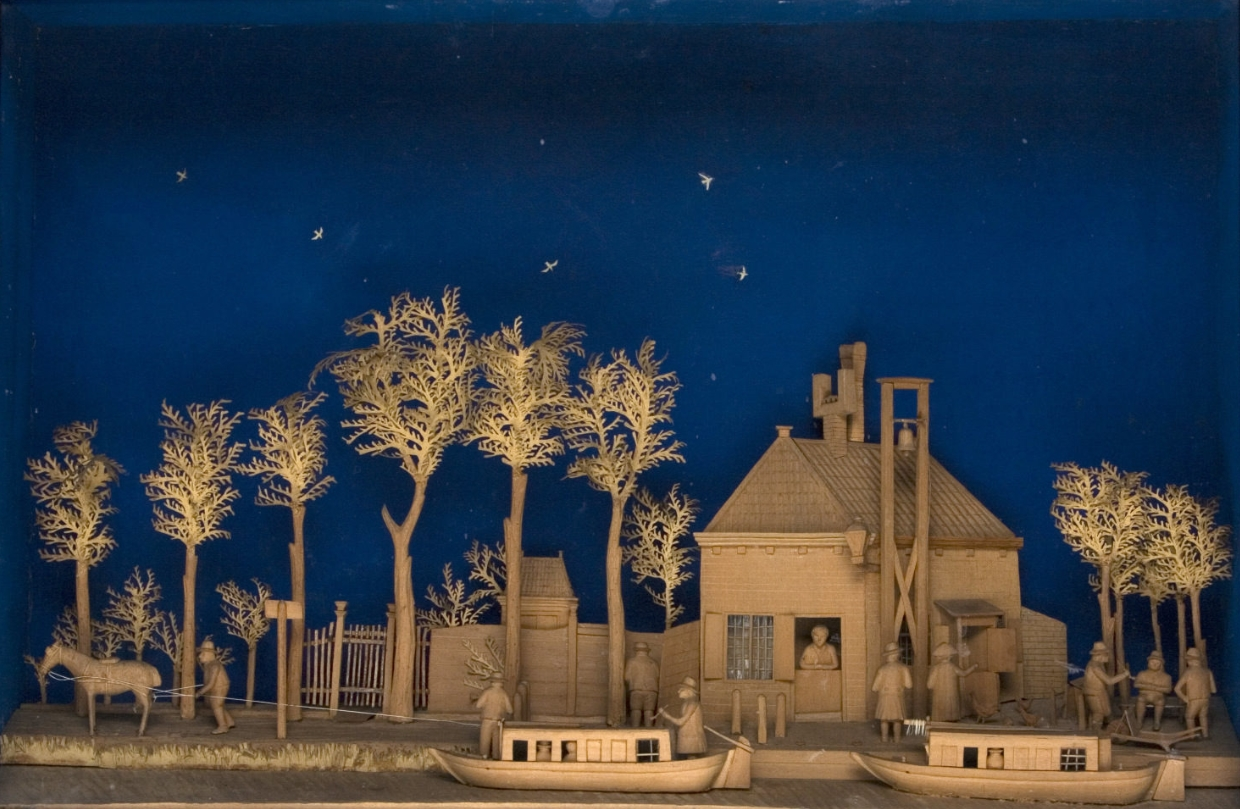
Cornelis Bavelaar: Commissarishuisje buiten de Witte poort te Leiden

Cornelis Bavelaar (Leiden, 17 augustus 1777 - 30 augustus 1831) was een Nederlandse timmermansknecht en kunstwerker, zoon van beeldhouwer Cornelis Bavelaar senior en vader van kunstwerker Joannes Franciscus Bavelaar.
Zij vervaardigden de kleine kijkkastjes die bekend zijn onder de naam bavelaartjes.
Cornelis Bavelaar werd protestants gedoopt, maar trouwde in 1801 met de rooms-katholieke Maria Johanna de Does Zij kregen 15 kinderen, allen katholiek gedoopt.
Cornelis behield zijn protestantse identiteit. In tegenstelling tot zijn vrouw en kinderen werd hij niet begraven op het katholieke kerkhof aan de Zijlpoort, maar op het kerkhof aan de Herenpoort.
Maria Johanna stierf 14 jaar na Cornelis op 5 oktober 1845.